# Afonso de Albuquerque (Schiff, 1934)
Die Afonso de Albuquerque war ein Aviso der 1. Klasse (avisos coloniais de 1ª classe) der portugiesischen Marine. Sie wurde nach dem portugiesischen Seefahrer Afonso de Albuquerque benannt. Zusammen mit ihrem Schwesterschiff, der Bartolomeu Dias, gehörte sie zur Afonso-de-Albuquerque-Klasse, die zum Einsatz in den Überseeprovinzen Portugals ausgerichtet war. Bei zehn Knoten hatten die Schiffe eine Reichweite von 18.000 km. Während die Afonso de Albuquerque in erster Linie für den Einsatz im Indischen Ozean und Ostasien gedacht war, sollte die Bartolomeu Dias im Atlantik operieren. Auch sollten die Schiffe bei Landungsaktionen die Streitkräfte an Land unterstützen. Beide Schiffe wurden 1933 in der britischen Werft Hawthorne-Leslie gebaut.

## Geschichte
1936 plante die portugiesische Diktatur unter António de Oliveira Salazar die Unterstützung der nationalistischen Putschisten im Spanischen Bürgerkrieg durch portugiesische Kriegs-, Transport- und Versorgungsschiffe. Dagegen rebellierte der Marineunteroffizier Francisco Horta. Zusammen mit anderen Seeleuten meuterte er am 8. September gegen die Offiziere und lichtete mit der Afonso de Albuquerque und dem Zerstörer Dão die Anker, um auf Seiten der Republik gegen Francisco Franco zu kämpfen. An der Mündung des Tejo wurden die Meuterer von portugiesischen Streitkräften von den Festungen Almada und Alto do Duque aus unter Beschuss genommen und mussten aufgeben. Francisco Horta wurde nach Portugiesisch-Timor verbannt.
1942 torpedierte das deutsche U-Boot U 177 den britischen Truppentransporter Nova Scotia vor der Küste von Mosambik. Aufgrund des Laconia-Befehls durfte Kapitänleutnant Robert Gysae keine Überlebenden an Bord nehmen, weswegen über den Befehlshaber der U-Boote (BdU) beim neutralen Portugal um Seerettungsmaßnahmen gebeten wurde. Einige Tage später erreichte die Afonso de Albuquerque unter dem Kommando von Kapitän José Augusto Guereiro de Brito von Lourenço Marques aus den Schauplatz und konnte noch 192 Menschen retten.
Nach dem Zweiten Weltkrieg wurde die Afonso de Albuquerque wie eine Fregatte eingesetzt. In ihrem Rufzeichen erhielt sie nun die Kennung F470. In der Werft H. Parry & Son in Almada wurde die Anzahl der Flak auf acht erhöht.

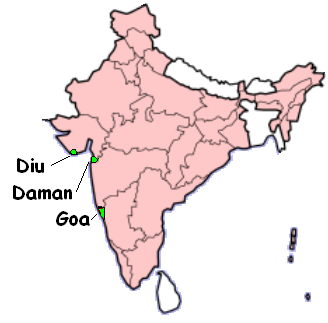
Portugiesisch-Indien 1961 (grün)

Ab 1960 war die Afonso de Albuquerque zusammen mit drei weiteren Fregatten und einer Reihe Patrouillenboote im Einsatz vor Portugiesisch-Indien. Dabei war die Fregatte unterbesetzt. Nur 190 Mann Besatzung waren an Bord, statt wie im Kriegseinsatz vorgesehen 230. Am 18. Dezember 1961 besetzte die Republik Indien im Handstreich ab 4 Uhr morgens die portugiesischen Besitzungen Goa, Damão und Diu. Die Afonso de Albuquerque lag im Hafen von Mormugão nahe Goa, als um 9 Uhr die indischen Fregatten Beas und Betwa und ein Minenwerfer in Sicht kamen. Um 11 Uhr bombardierte die indische Luftwaffe den Hafen und Flughafen, um 12 Uhr begannen die indischen Schiffe mit dem Beschuss. Im Laufe des Gefechts kamen drei weitere indische Schiffe dazu. So wurde eine Fregatte, die um 12:10 Uhr getroffen wurde, durch einen Zerstörer ersetzt. Um 12:15 Uhr erlitt die Afonso de Albuquerque einen Treffer, der die Feuerleitung einschränkte. Um 12:25 Uhr wurde die Brücke getroffen. Ein Seemann starb, der Kommandant Kapitän António da Cunha Aragão wurde schwer verletzt. Um 12:25 Uhr traf eine weitere Granate mittschiffs in den Kesselraum, einen weiteren Treffer erlitt sie am Steuerborddeck, wodurch die Aufbauten in Brand gerieten. Der Erste Offizier befahl, das Schiff auf den Strand zu steuern. Um 12:35 Uhr lief die Afonso de Albuquerque 150 m von der Mündung des Zuari entfernt auf Grund, erwiderte aber weiter das Feuer. Ab 12:50 Uhr wurde das Schiff evakuiert. Um 13:00 Uhr stellten die indischen Schiffe das Feuer ein, da die brennende Afonso de Albuquerque keine Bedrohung mehr darstellte. Schließlich setzte die Afonso de Albuquerque um 13:10 Uhr die weiße Flagge. Das Wrack der Afonso de Albuquerque wurde von den Indern in Saravastri umgetauft, nach Bombay geschleppt und dort verschrottet. Die Geschütze wurden zuvor demontiert und werden heute teilweise als Beutestücke ausgestellt. Während des Gefechts hat die Afonso de Albuquerque zwischen 350 und 400 Schuss aus ihren 120-mm-Geschützen abgegeben. Dabei wurden zwei indische Fregatten getroffen. Dort starben fünf Matrosen, 13 weitere wurden verletzt.
Die anderen portugiesischen Schiffe kamen nicht in direkte Feindberührung.

## Weitere Schiffe dieses Namens
- Afonso de Albuquerque (1774), Nao
- Afonso de Albuquerque (1884), Aviso, bis 1909 im Dienst

## Belege
- Área militar mit Fotos der Bartolomeu Dias und Afonso de Albuquerque